# Bertiera arctistipula
Bertiera arctistipula là một loài thực vật có hoa trong họ Thiến thảo. Loài này được N.Hallé mô tả khoa học đầu tiên năm 1970.